# Цвинтар Леваллуа-Перре
Цвинтар Леваллуа-Перре (фр. Cimetière de Levallois) — міський некрополь у комуні Леваллуа-Перре, регіон Іль-де-Франс, департамент О-де-Сен, Франція.

## Історія
Цвинтар відкрито у 1868 році в передмісті Леваллуа-Перре. Було розширене у 1884 та 1910 роках.
Приблизно у 1935 році були побудовані вхідна брама та офіс. Цвинтар поділений на 43 ділянки.

## Відомі особи, поховані на цвинтарі
- Ґюстав Айфель — французький архітектор та інженер з проектування металевих конструкцій.
- Ґі Ґроссо — французький актор та конферансьє.
- Андре Жіро[fr] — французький державний діяч, міністр оборони Франції (1986—1988).
- Моріс Жозеф Равель — французький композитор.
- Теофіль Ферре — французький бланкіст, учасник Паризької комуни.
- Мішель Луїза — французька революціонерка, вчителька, письменниця, поетеса.
- Леон Зітрон[fr] — французький тележурналіст.
- Франція Делія[fr] — французька акторка німого кіно.

## Світлини

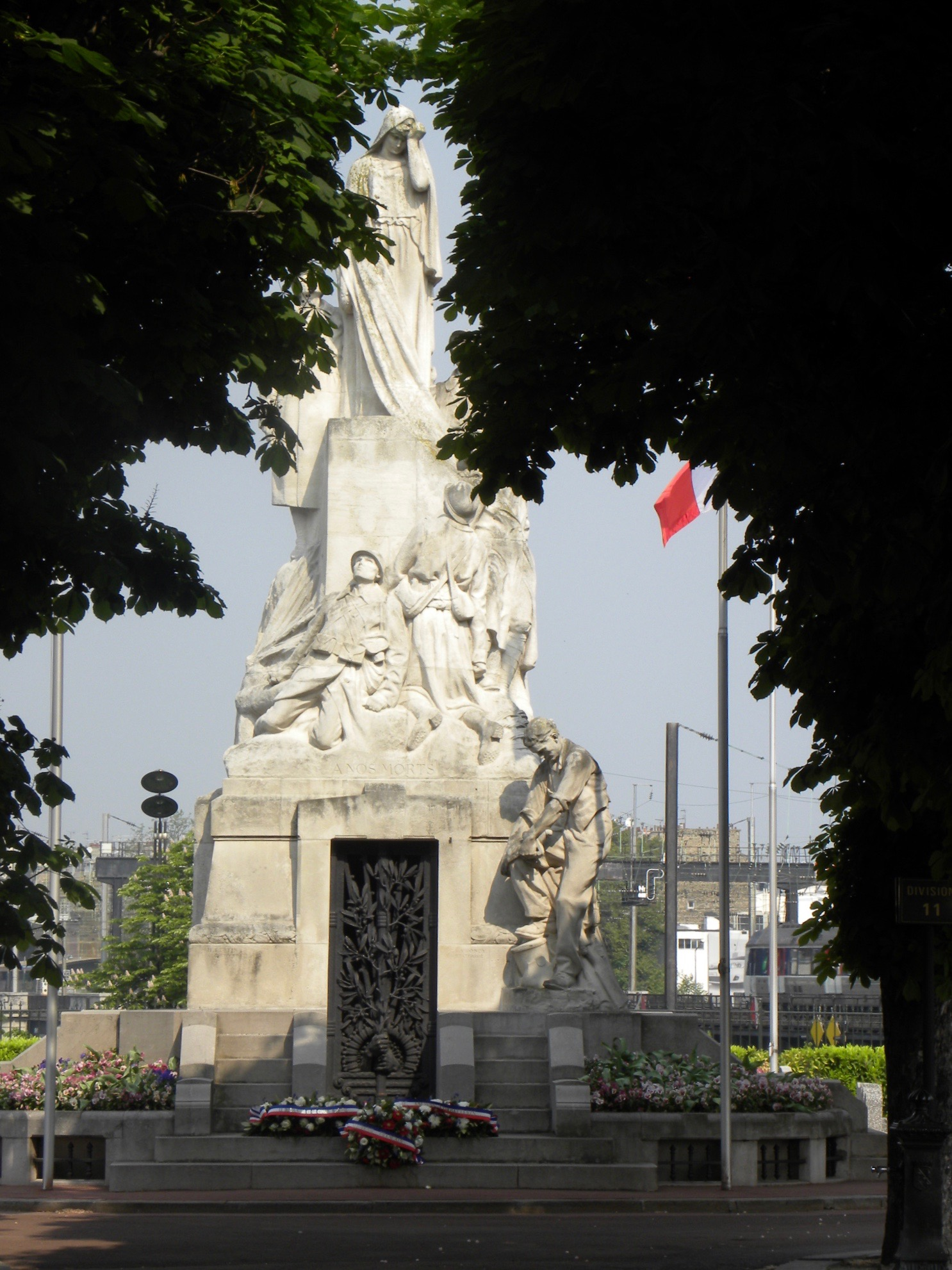
Монумент учасникам Першої світової війни
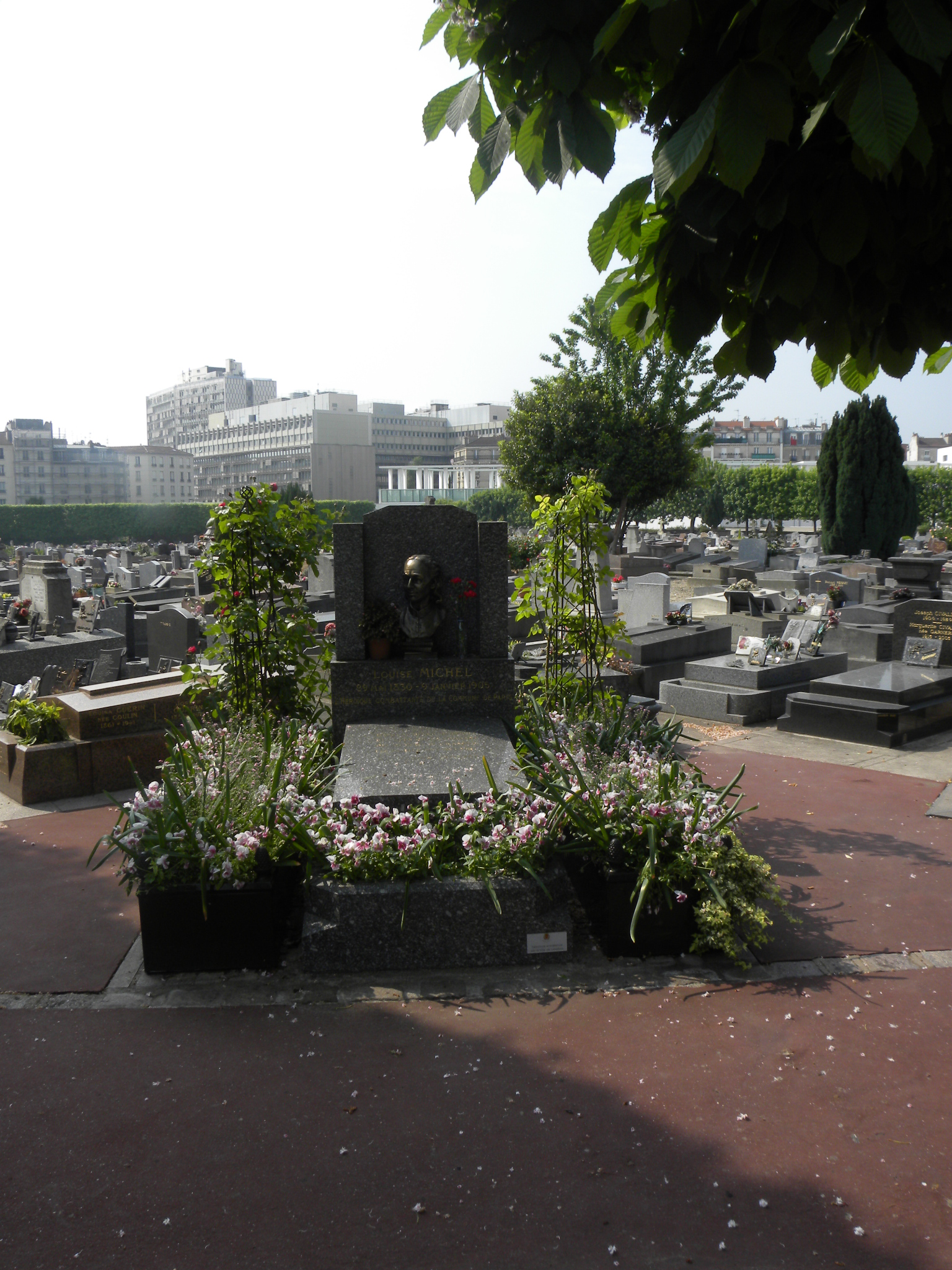
Надгробок Луїзи Мішель
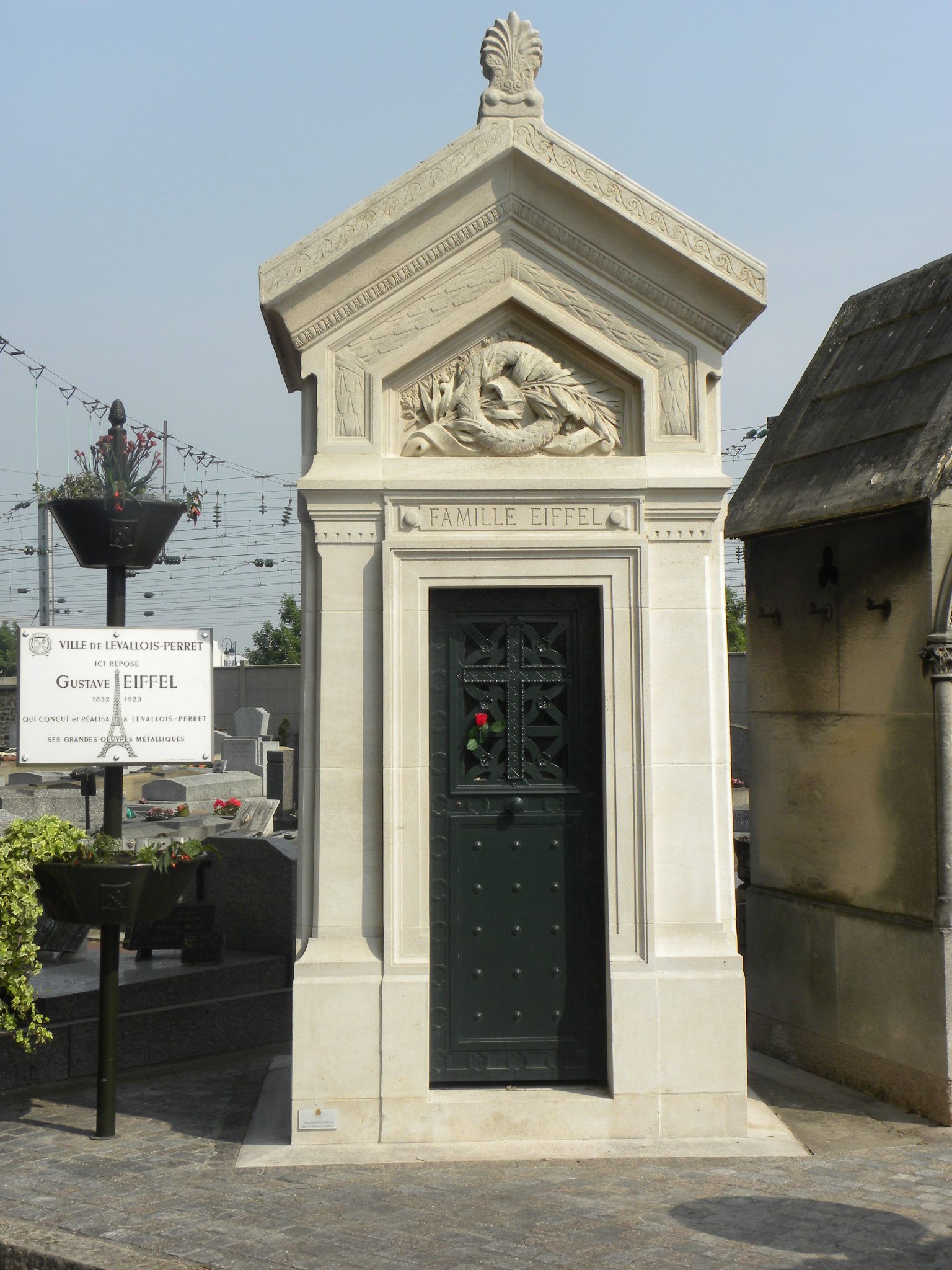
Родинний склеп Айфелів
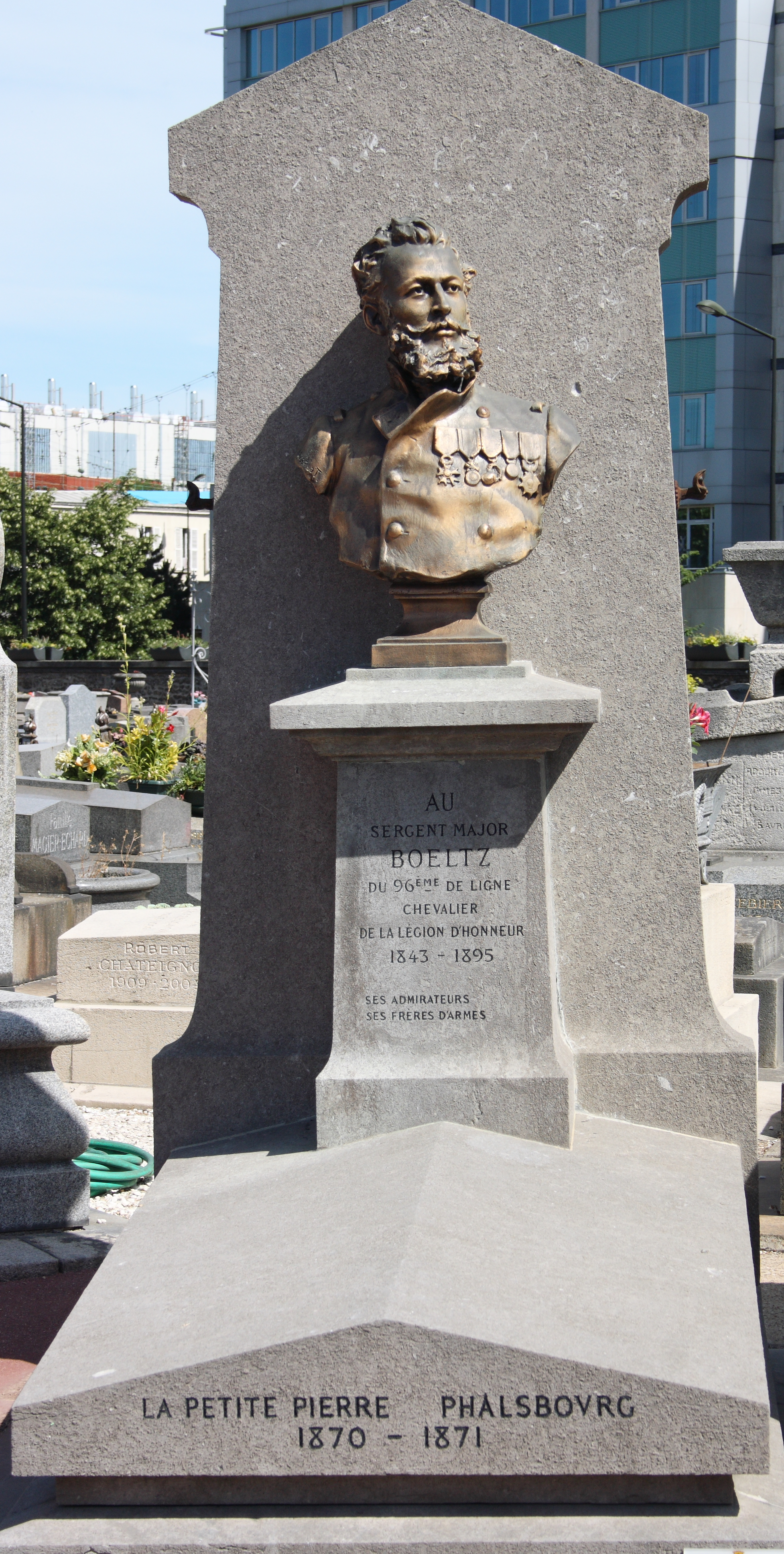
Надгробок сержанта майор Болтца (1843-1895), робота скульптора Анатоля Марке де Вассело